# Paul Jules de La Porte
Paul-Jules de La Porte (* 25. Januar 1666 in Paris; † 7. September 1731) war ein französischer Adliger aus dem Haus La Porte, Militär und Staatsmann.
Er war Herzog von Rethel-Mazarini, La Meilleraye und Mayenne, Pair de France; zudem war er Prince de Château-Porcien, Comte de Ferrette, de Belfort, de Secondigny, de La Fère, de Marle, de Rosemont, de Thann, Baron d’Altkirch, de Massy, d’Ams, de Parthenay, de Saint-Mexant, Marquis de Montcornet, de Chilly et de Longjumeau, Seigneur d’Issenheim et d’Elles.

## Leben
Paul Jules de La Porte war der Sohn von Armand-Charles de La Porte, Duc de La Meilleraye, und Hortense Mancini. Er war Gouverneur der Städte und Festungen von Port-Louis (Blavet), Hennebont und Quimperlé in der Bretagne. Im Jahr 1699 trat er die Nachfolge seiner Mutter als Duc de Mazarin et de Mayenne an. Er wurde am 23. August 1700 im Parlament vereidigt. Er war Schirmherr des Collège des Quatre-Nations  an der Universität Paris. Im Jahr 1713 folgte er seinem Vater als Duc de La Meilleraye.

## Ehe und Nachkommen
Er heiratete im Dezember 1685 in erster Ehe Felice-Charlotte-Armande de Durfort († 27. Dezember 1730), Tochter von Jacques Henri de Durfort, Duc de Duras, Pair und Marschall von Frankreich, und Marguerite Félice de Lévis. Ihre Kinder sind:
- Armande Félice (* 3. September 1691; † 12. Oktober 1729[1]), ⚭ 2. April 1709 Louis III. de Mailly, Marquis de Nesle, Prince d’Orange et de L'Isle-sous-Montréal († 1767) und Marie de Coligny
- Tochter (* 1692; † 23. Dezember 1693), starb im Alter von 18 Monaten, ohne dass ihr ein Name gegeben wurde
- Guy Paul Jules (* 12. September 1701; † 30. Januar 1738), Duc de Rethel-Mazarini, de La Meilleraye et de Mayenne; ⚭ 5. Mai 1717[2] Louise-Francoise de Rohan, (* 4. Januar 1695; † 25. Juli 1755), Tochter von Hercule Mériadec de Rohan-Soubise, Duc de Rohan-Rohan, und Anne Geneviève de Lévis
- Henri-Jules (* 12. März 1703; † 28. Juni 1715), Duc de Mayenne

Am 14. Juni 1731 heiratete er in zweiter Ehe Françoise de Mailly (* 30. August 1688; † 11. September 1742), Tochter von Louis de Mailly, Marquis de Mailly, und Anne-Marie-Françoise de Sainte-Hermine, Witwe von Louis Phélypeaux, Marquis de Châteauneuf (Haus Mailly) († 7. September 1725); die Ehe endete bereits drei Monate später durch den Tod des Ehemanns. Einen Monat vorher, am 19. August 1731, war sie zur Dame d’atours der Königin ernannt worden, nachdem ihre Mutter zu ihren Gunsten zurückgetreten war.